# Mosquée de Saint-Louis
 (mai 2025).
Si vous disposez d'ouvrages ou d'articles de référence ou si vous connaissez des sites web de qualité traitant du thème abordé ici, merci de compléter l'article en donnant les références utiles à sa vérifiabilité et en les liant à la section « Notes et références ».
La mosquée de Saint-Louis ou La Masdjid Mubarack (la mosquée bénite) est une mosquée qui se situe dans le centre-ville de Saint-Louis à La Réunion (département français d’outre-mer dans l’océan Indien). Sa construction s'achève en 2002.

## Construction
La nouvelle mosquée de Saint-Louis a été inaugurée en octobre 2002. En effet, l’ancienne mosquée qui avait été inaugurée en 1953, était devenue trop petite, la population musulmane à Saint-Louis ayant triplé en 40 ans. L’ancienne mosquée fut détruite en octobre 1994 et les travaux pour la nouvelle mosquée commencèrent en suivant sur le même site. Les dessins de la nouvelle mosquée furent l’œuvre de l’atelier Espinasse.
La Masdjid Mubarack s’inspire d’une architecture islamique indo-pakistanaise. Elle allie modernité et tradition. Les boiseries ont été réalisées par des artisans tunisiens.
Sa construction fut longue et a pu se faire grâce au soutien de nombreux musulmans à La Réunion et dans le monde entier également.
Elle dispose d’un minaret de 33 mètres de hauteur.

## Disposition
La Masdjid Mubarack dispose d'une salle de prières qui peut accueillir jusqu'à 2 000 personnes. Dans la salle de prières, on retrouve la chaire de l'imam (le minrab) et la niche, appelée mirhab, qui contient des livres saints. La niche indique la direction de la Mecque. Les fidèles se dirigent donc vers elle pour prier. Elle dispose même d'une mezzanine réservée aux dames, ce qui est assez rare dans les mosquées de La Réunion.
À côté de la salle de prières, on retrouve la salle des ablutions avec deux mosaïques au mur qui représentent la Kaaba (grande construction en forme de cube au sein de la Masjid al-Haram, la Mosquée sacrée de la Mecque).

## Organisation
Les prières ont lieu 5 fois par jour comme dans toute mosquée. À Saint-Louis, l'appel du muezzin est lancé pour quatre prières : celui de l'aube n'est pas donné dans les haut-parleurs par respect pour le voisinage.
Comme dans toute mosquée également, l’accès à la Masdjid Mubarack est libre et gratuit. Les visites se font sur rendez-vous. 

## Galerie

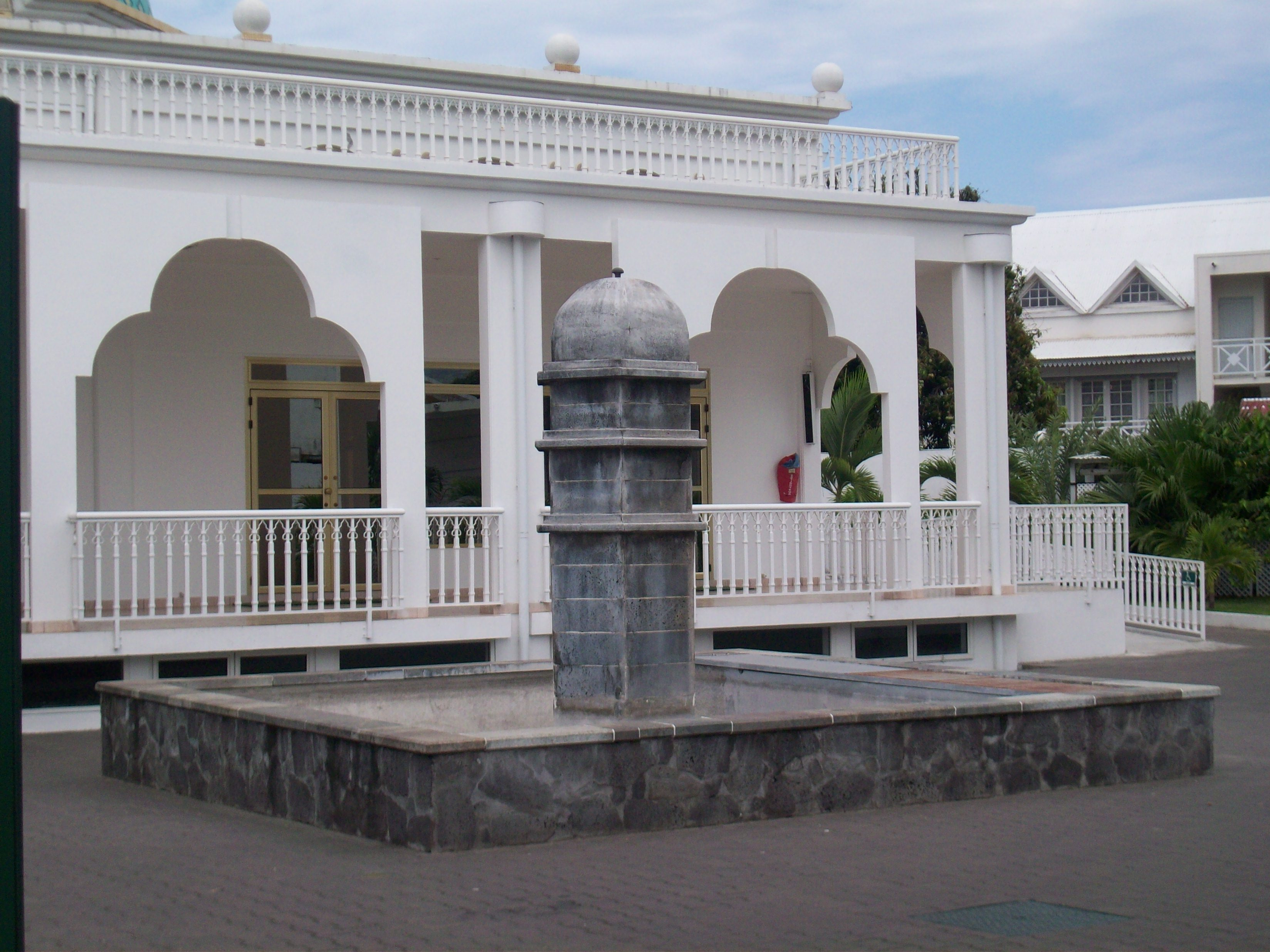
Cour intérieure
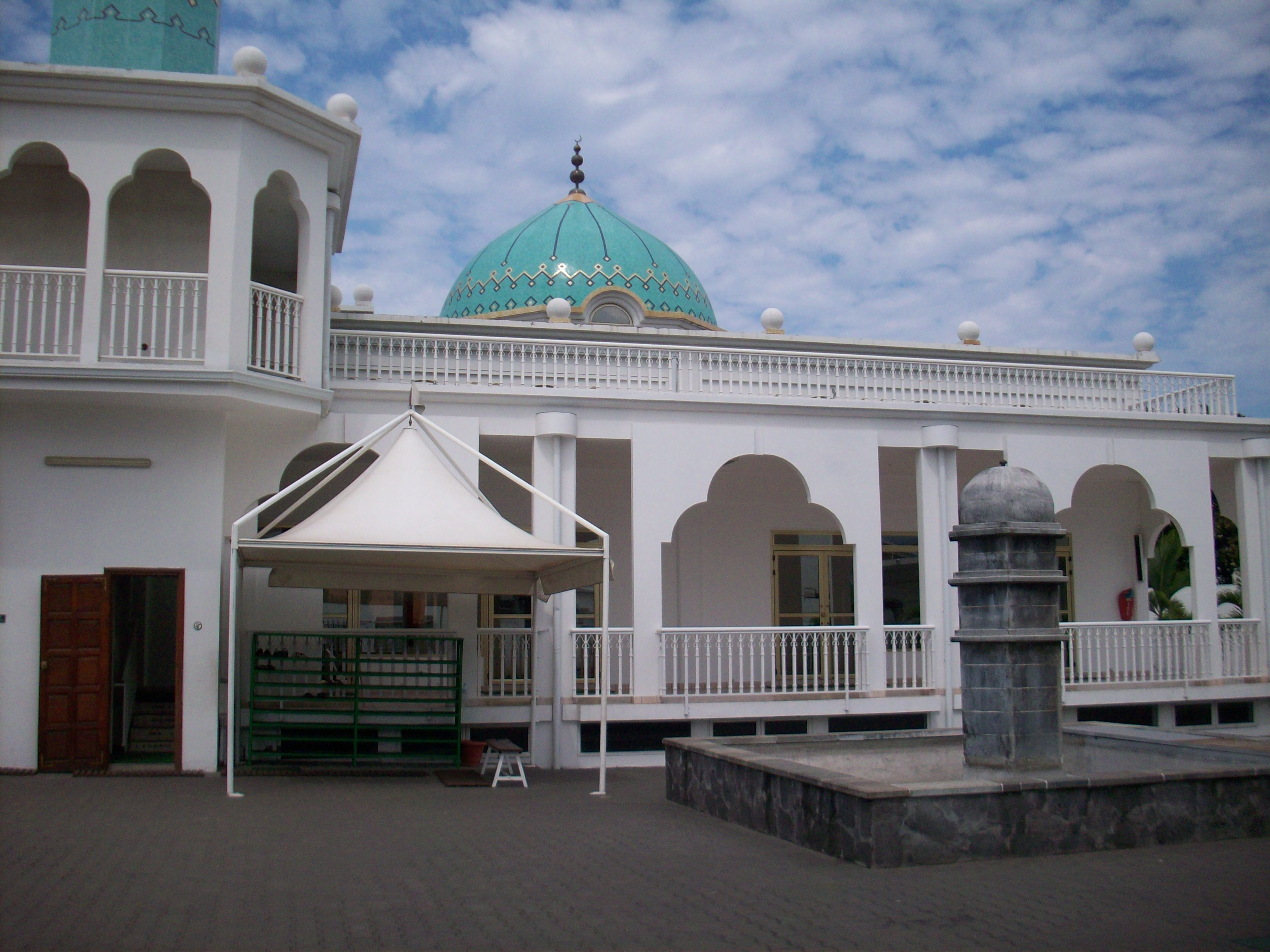
Vue plus large de la cour intérieure
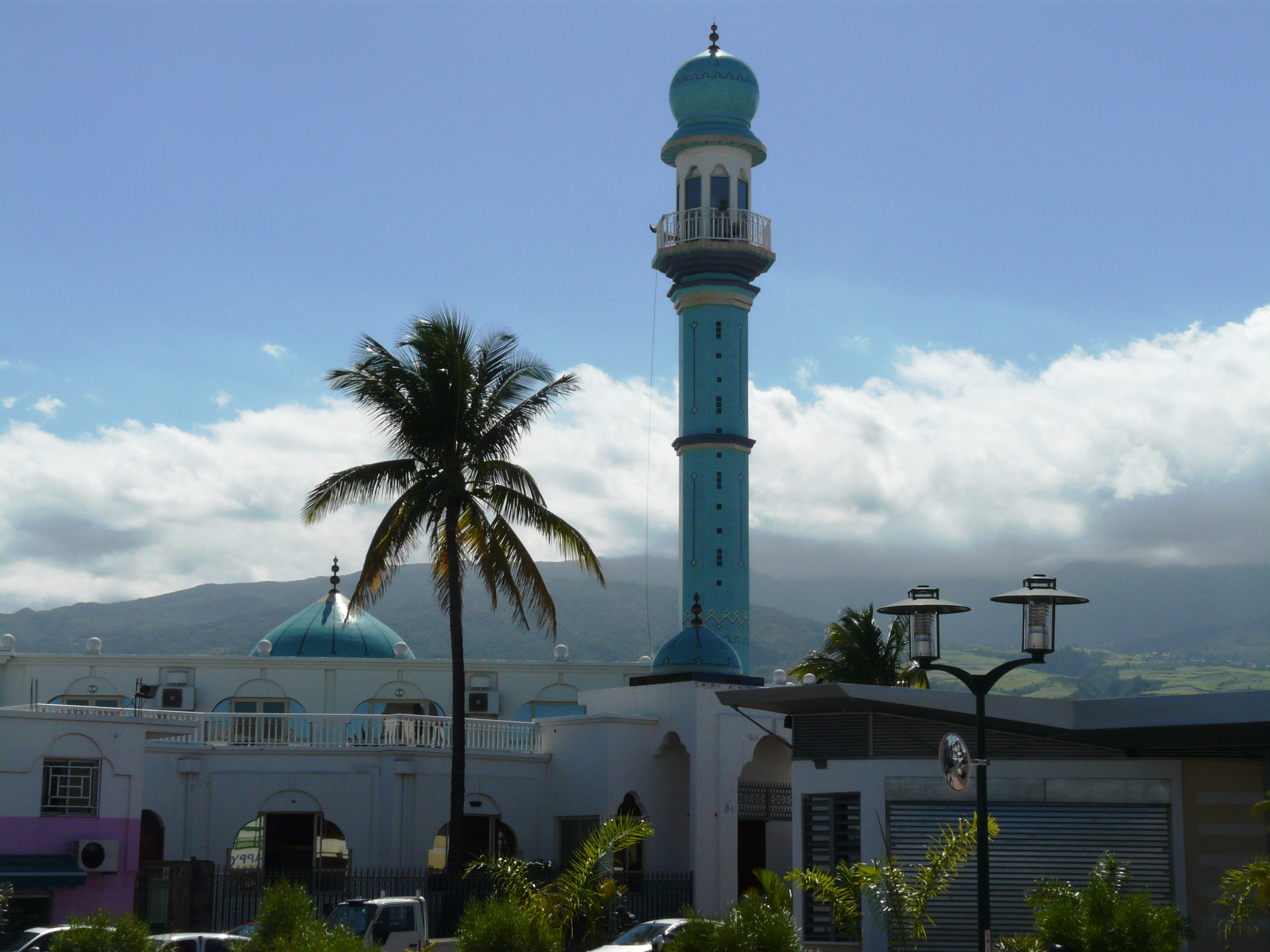
Vue panoramique